# Eulasia bicolor
Eulasia bicolor es una especie de coleóptero de la familia Glaphyridae.

## Distribución geográfica
Habita en Grecia y Turquía.